# 118-та окрема механізована бригада (Україна)
118-та окрема механізована бригада (118 ОМБр) — механізоване з'єднання Сухопутних військ Збройних сил України чисельністю у бригаду. Входить до складу 10-го армійського корпусу.
Влітку 2023 року бригада вела бої на Запорізькому напрямку, в районі Роботине.

## Історія
У селі Манжосівка на Чернігівщині у лютому 2023 року відбувся благодійний концерт з метою збору коштів на підтримку 118-ї окремої механізованої бригади.
26 липня 2023 року колаборант Володимир Рогов поскаржився, що Сили оборони України вклинилися в першу лінію оборони Росії на окупованій частині Запорізької області. За його словами, щоб прорвати російську оборону в районі Оріхова, ЗСУ використали щонайменше 100 одиниць бронетехніки, наступ вели штурмові групи з 10-го армійського корпусу: 33 ОМБр і 118 ОМБр.
За даними Тома Купера, 27 липня передова рота 118-ї бригади заїхала на російські укріплення неподалік с.Роботине і спинилася майже зверху на них, ще навіть не спішившись. Але російські війська 1430-го полку, 45-ї бригади спецпризначення та 810-ї бригади морської піхоти залишалися на позиціях на висоті, і завдали удару з ПТРК, РПГ-29 і «Ланцетами». 118-та бригада втратила 4-5 танків Т-72, 13-15 бойових машин піхоти та бронетранспортерів, і майже цілу роту загиблими, пораненими або полоненими, імовірно включно із майором, що командував цією атакою. Одразу після того 47-ма механізована бригада ЗСУ зачистила той пагорб, розбивши підрозділи 1430-го полку, російського спецназу та морпіхів та відкинувши їх до Новопрокопівки.
15 серпня 2023 року президент України відвідав 8 бригад, що вели наступальні дії на Мелітопольському напрямку, в тому числі й 118 окрему механізовану бригаду.

## Структура
- 5-й окремий стрілецький батальйон (Україна)[5]
- Розвідувальна рота[6]
- Батальйон безпілотних систем[7][8]

## Оснащення
- реактивна система залпового вогню APR-40.[9][10]

## Втрати

### 2023
- 13 січня 2023 — Гавриш Олексій Михайлович. 34 роки, с. Грабів. Помер в селі Хацьки Черкаської області.[11]
- 10 липня 2023 — Редчук Дмитро Дмитрович  («Мітяй») 16.12.1987 р. н. старший солдат взводу зв'язку[12]
- 13 липня 2023 — Колядюк Артем. 03.12.1992 р.н.[13]
- 13 липня 2023 — Єлісєєв Андрій («Бродяга»), молодший сержант, 38 років [14]
- 13 липня 2023 — Їжакевич Фелікс («Їжак»), солдат, 57 років [15]
- 17 липня 2023 — Калюжний Олексій. 8 серпня 1987 р.н.[16]
- 26 липня 2023 — Бірюк Олег, старший сержант.[17]
- 26 липня 2023 — Соловей Іван Остапович, 05.07.1967 р., старший сержант, командир бойової машини,
- 26 липня 2023 — Рибак Віталій, старший солдат, 33 роки [18]
- 26 липня 2023 — Кондратюк Роман («Кіндер») [19]
- 27 липня 2023 — Баранецький Юрій Анатолійович, підполковник.[20]
- 27 липня 2023 — Голубовський Володимир, головний сержант, командир бойової машини, командир механізованого відділення.[21]
- 27 липня 2023 — Невинський Євген Антонович[22]
- 27 липня 2023 — Міщур Богдан, солдат, 28 років [23]
- 2 серпня 2023 — Абубакаров Тімур Солтагірович «Тамерлан», головний сержант.[24][25]
- 17 серпня 2023 — Таран Андрій («Деймос»), помічник начальника штабу-командира розвідувального взводу. 23 роки.[26]
- 31 серпня 2023 — Загорулько Олександр Анатолійович, стрілець-санітар. 43 роки.[27] • 10 вересня 2023 — Булавка Олег Володимирович, старший солдат. 36 років, с. Глибочок. Загинув поблизу села Роботину Запорізької області.
- 10 вересня 2023 — Тимченко Василь Петрович, стрілець-санітар. 51 рік, с. Максимівка. Загинув поблизу села Роботине Запорізької області.[28]
- 19 вересня 2023 — Чирук Олександр Сергійович «Ворон», старший стрілець оператор.[29][30] 31 рік.
- 26 вересня 2023 — Мишак Ігор Олександрович «Араміс». 17.04.1992, м. Бердянськ. Загинув під час евакуації тіл загиблих військових на південно-східній околиці села Вербове.[31][32]
- 11 жовтня 2023 — Мельник Сергій Миколайович «Максимич».[33]
- 15 жовтня 2023 — Дерментлі Анатолій Миколайович «Албанець».[34]
- 20 жовтня 2023 — Гармаш Борис, головний сержант, 52 роки [35]
- 30 листопада 2023 — Гасичак Петро Петрович.[36][37]
- 5 грудня 2023 — Тодоров Андрій («Олов'яний»). Загинув поблизу села Роботине Запорізької області, отримав смертельні уламкові поранення внаслідок ворожого мінометного обстрілу.[38]
- 7 грудня 2023 — Скібчик Дмитро Валентинович, водій-радіотелефоніст у роті ударних безпілотних авіаційних комплексів. 26 років.[39]
- 9 грудня 2023 — Пилипака Максим Васильович, старший солдат, розвідник в розвідроті. 30 років.[40]

### 2024
- 2 січня 2024 — Остапчук Олександр Валерійович, сержант. 46 років. Загинув біля с. Роботине.[41][42]
- 2 січня 2024 — Анохін Валерій. 11 листопада 1970 р.н..[43]
- 2 січня 2024 — Мельничук Андрій. 03 грудня 1994 р.н.[44]
- 5 лютого 2024 — Волевач Микола Тамазович. 29.03.1991 р.н. Загинув біля с. Роботине.[45]
- 7 лютого 2024 — Дебчук Віктор Володимирович, солдат, механік-водій відділення землерийних машин. Загинув біля с. Роботине.[46]
- 7 лютого 2024 — Рубан Максим Валентинович. 7 жовтня 1992 р.н.[47]
- 8 лютого 2024 — Глушанець Дмитро. Загинув під час оборони міста Авдіївка Донецької області загинув молодший сержант[48].
- 8 березня 2024 — Ковтун Олександр Іванович, старший солдат. 9 березня 1981, с. Хомутець.
- 9 березня 2024 - Заграднічек Руслан Миколайович " ЧЕК" , молодший сержант.
- 22 березня 2024 — Оранський Микола Романович «Каштан». Оператор БПЛА.
- 7 квітня 2024 — Сасюк Ігор Ярославович «Гвинтик». Оператор БПЛА.[49]
- 20 квітня 2024 — Топчій Андрій Андрійович, 10 липня 1985, сержант. Загинув поблизу населеного пункту Роботине[50]
- 20 липня 2024 — Донченко Павло. Загинув поблизу населеного пункту Роботине.[51]
- 20 липня 2024 — Петрик Роман. 22.10.1970, с. Оселя Львівської області. 5-й окремий стрілецький батальйон[52].
- 23 липня 2024 — Гирич Богдан Васильович, 4.10.1972, стрілець-санітар з Тухлі[53].
- 22 жовтня 2024 — Дмитро Загрійчук, 07.05.1987 року, м. Маґдебурґ, ФРН. Фельдшер сортувально-евакуаційного відділення медичної роти. Старший сержант. Загинув від отриманих під час виконання бойового завдання важких поранень на Сумському напрямку[54].

### 2025
- 8 травня 2025 -  Дмитро Ручка, 2002 р.н., гранатометник. Помер у місці тимчасової дислокації підрозділу в Преображенці Запорізької області[55].
- 11 серпня 2025 - Євгеній Леденьов, 1986 року народження. 29 листопада 2024 року Євгеній отримав важке поранення, втім, після лікування повернувся на службу. Помер[56].

## Традиції

### Символіка
Сучасний нарукавний знак бригади затверджено 18 червня 2024 р. На червоно-зеленому навскісному щиті зображено три золоті стріли, що є елементом міського герба Полтави — місця дислокації бригади. Над щитом розташовано стрічку з гаслом «МИ ЗРОБИМО».

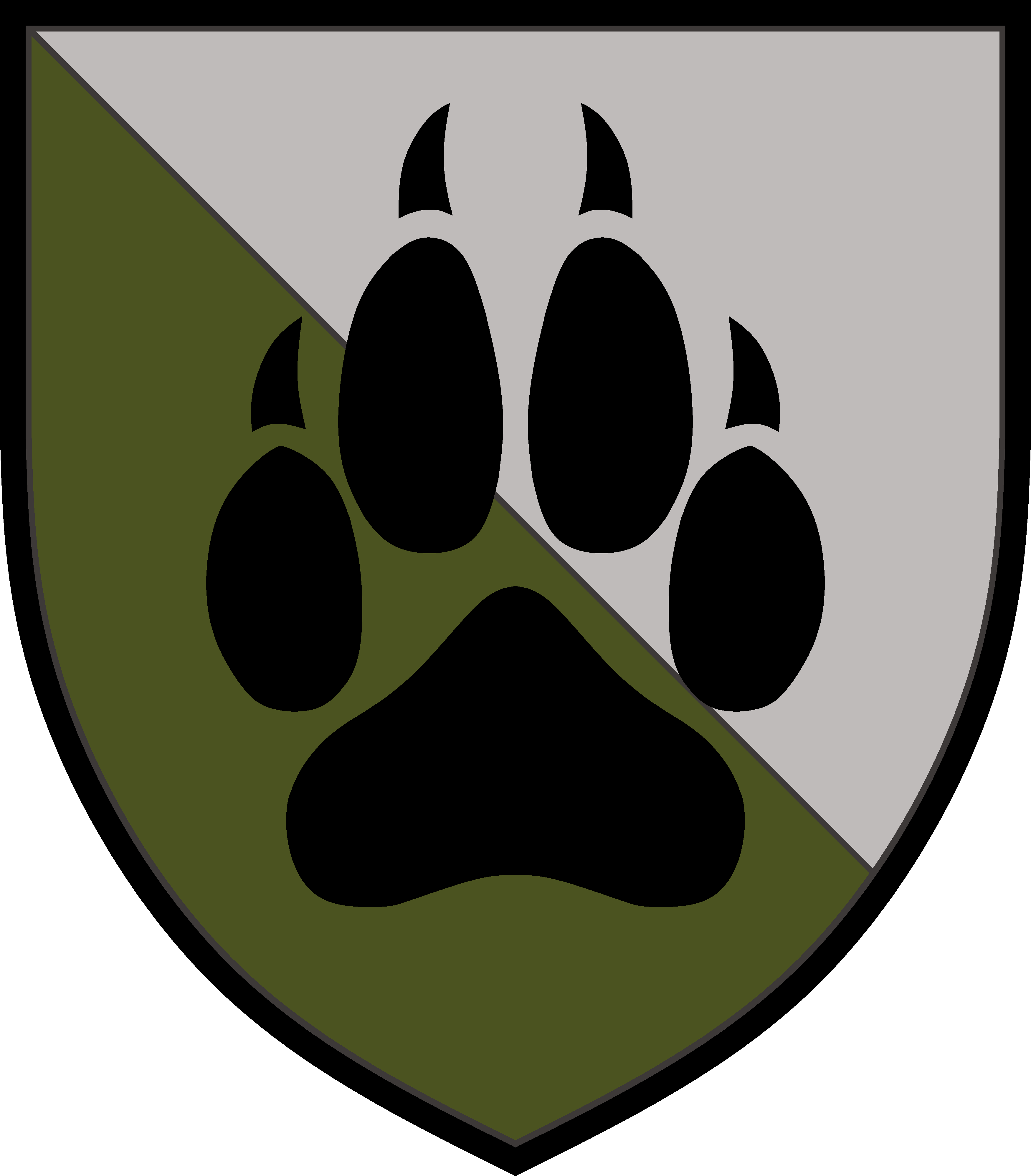
2023—2024
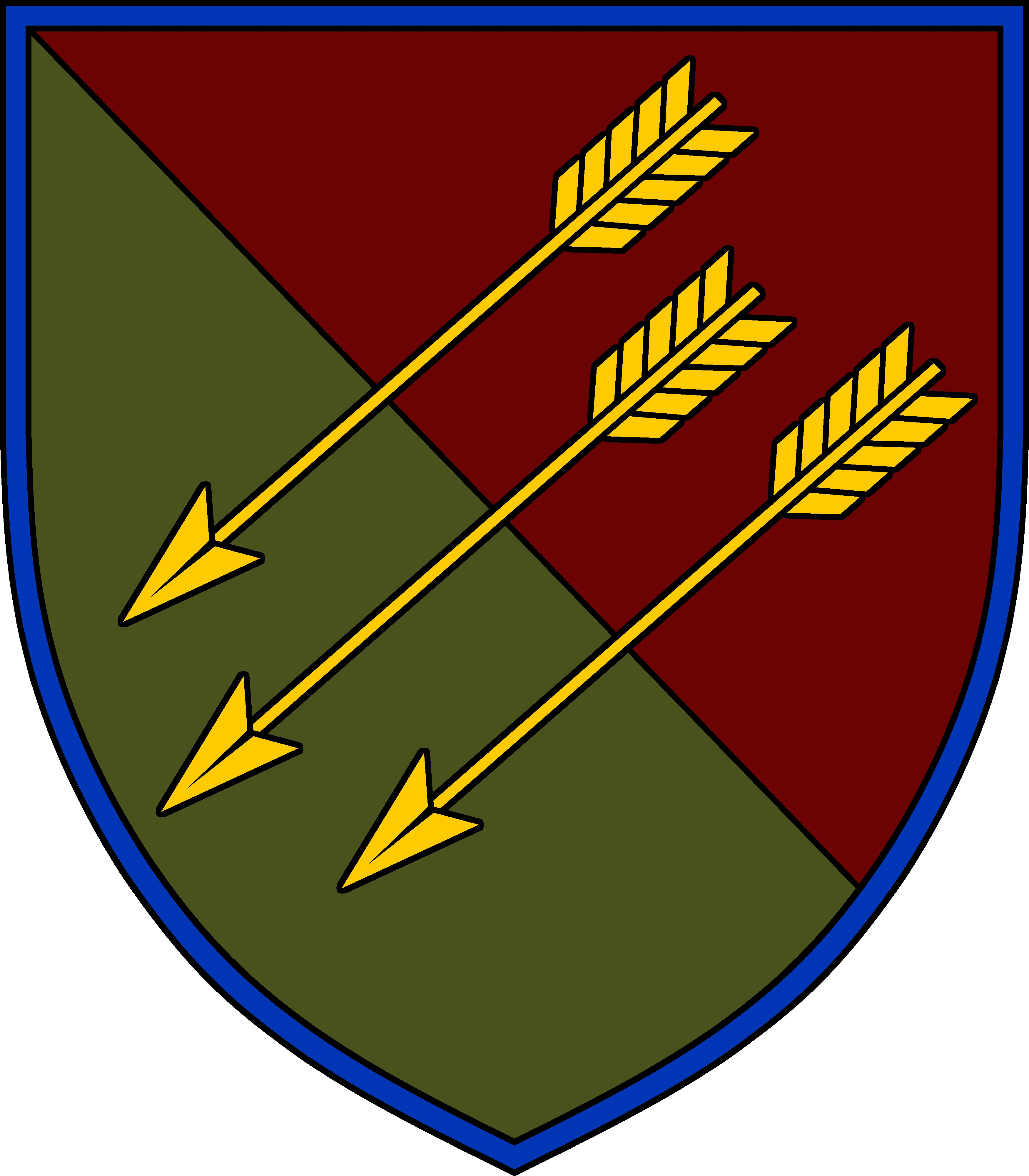
З 2024